# Gunnar Hagblom
Gunnar Emanuel Hagblom, född 2 november 1895 i Östersund, död 14 juni 1977 i Transtrands församling i Kopparbergs län, var en svensk läkare. 
Gunnar, son till dekorationsmålare Axel Emanuel Hagblom (1863-1951) och Katarina Kristina Eriksson (1862-1935), blev efter studentexamen i Östersund 1914 medicine kandidat vid Uppsala universitet 1923 och medicine licentiat där 1928. Efter diverse förordnanden vid kliniker och sanatorier 1927–1928, var han assistentläkare vid Upplands Väsby, Östhammars och Falköpings lasarett 1929, innehade diverse provinsialläkarförordnanden 1928–1930, var extra läkare vid röntgenavdelningen i Uppsala 1930, amanuens vid kvinnokliniken där 1930–1931, t.f. underläkare vid Södra barnbördshuset i Stockholm 1931-1932, t.f. amanuens vid Allmänna barnbördshuset i Stockholm 1932, amanuens där 1932–1933, t.f. andre underläkare vid Karlskrona lasaretts kirurgiska avdelning 1933–1934, andre underläkare där 1934–1935, underläkare vid kvinnokliniken i Uppsala 1935–1939, vid kvinnokliniken i Malmö 1939, förste underläkare där 1939–1941, läkare vid Johan Gustaf Westmans barnbördshus i Linköping samt extra läkare vid gynekologiska avdelningen på centrallasarettet där 1942–1943 samt lasarettsläkare där från 1943 och läkare vid Linköpings mödravårdscentral från samma år. Han gick i pension 1960. Han skrev artiklar inom obstetrik och gynekologi.
Gunnar gifte sig 1932 med Kerstin Elowson (1901-?). De fick barnen Gunilla 1933, Jan 1936 och Christina 1939. Han gifte om sig 1957 med barnmorskan Sara Maria Deuschl (1910-1992), född Toll. Sara ska ha gifte sig 1937 med SS-läkaren Hans Deuschl, med Heinrich Himmler som best man och gudfader till parets äldste son. Sara sägs ha återvände till Sverige 1945 med barnen.